# Chaetocladius algericus
Chaetocladius algericus är en tvåvingeart som beskrevs av Moubayed 1989. Chaetocladius algericus ingår i släktet Chaetocladius och familjen fjädermyggor.
Artens utbredningsområde är Algeriet. Inga underarter finns listade i Catalogue of Life.